# Лидия Тар
„Лидия Тар“ или „Тар“ (на английски: Tár) е психологическа драма от 2022 г. на режисьора Тод Фийлд, и участват Кейт Бланшет, Ноеми Мерлан, Нина Хос, Софи Кауер, Джулиън Глоувър, Алън Кордунер и Марк Стронг. Премиерата на филма се състои в международния филмов фестивал във Венеция през септември 2022 г., след това е пуснат в ограничено издание в САЩ на 7 октомври 2022 г., преди да бъде пуснат изцяло по кината на 28 октомври.